# Džejrachskij rajon
Il Džejrachskij rajon (in russo Джейрахский район?) è un municipal'nyj rajon della Repubblica autonoma dell'Inguscezia, in Caucaso. Istituito nel 1993, ha come capoluogo Džejrach, ricopre una superficie di 628,14 chilometri quadrati e conta circa una popolazione di circa 2.743 abitanti.